# 長宗我部元親百箇條
長宗我部元親百箇條是日本战国时代土佐国大名长宗我部元亲及其四子长宗我部盛亲在庆长2年3月24日（1597年5月10日）制定颁布的分国法。